# Dojne krowy

Macierz BCG

„Dojne krowy” (ang. cash cows; inne nazwy to mleczne krowy, żywiciele) – kategoria produktów (lub biznesów) na macierzy BCG, która charakteryzuje się wysokim względnym udziałem rynkowym na tle produktów konkurencji oraz niską dynamiką wzrostu przychodów ze sprzedaży.
Macierz BCG pozwala na prezentację portfela produkcji przedsiębiorstwa. Podział produktów na 4 kategorie odbywa się w oparciu o wzrost rynku i względny udział w rynku.
„Dojne krowy” są produktami przynoszącymi duże zyski, gdyż produkty (lub biznesy) należące do tej kategorii – ze względu na osiągnięty udział rynkowy – generują duże przychody, a z drugiej strony brak możliwości wzrostu rynku powoduje, że nie wymagają one ponoszenia dużych nakładów inwestycyjnych. 
W zrównoważonym portfelu produktowym przedsiębiorstwa zyski osiągane z dojnych krów powinny być wykorzystane do poprawy pozycji konkurencyjnej produktów zaliczanych do kategorii „gwiazd” i „znaków zapytania”, czyli produktów, które mają większy potencjał wzrostu.